# 김교수
김교수(金敎洙)는 1923년에 출생, 1951년 육군 소위로 임관하여 다양한 전투에 참여하였다. 6.25 전쟁 중 핵심 고지였던 교암산을 사수하는 전투에서 중대원들을 이끌고 중공군과 싸우다 전사하였다. 이후 그의 업적을 기리기 위해 1953년 대한민국 정부에서 김교수에게 태극무공훈장을 추서하였다.

## 생애

### 출생 및 임관
김교수(金敎洙)는 1923년 6월 19일, 함경남도 함흥에서 태어났다. 2년 동안 흥남공과대학에서 수학한 후 월남하여 1951년 8월 18일에 육군종합학교 제 32기로 육군소위(군번 : 214398)로 임관하였다. 이후 다양한 전투에 참가하였고, 대위로 진급한 후에는 육군 제 6사단 제 2연대 제 2대대 6중대장으로 임무를 수행하였다.

### 활동

#### 시대적 배경
당시 중공군은 이승만 대통령의 일방적인 '6.18 반공포로 석방'과 정전협상 방해에 대해 강력한 불만을 표출하였다. 한국정부가 휴전협정을 준수하지 않았다는 이유였으며, 이러한 불만은 그들의 군사적 압력으로 이어졌다. 그리고 휴전을 앞둔 협상에서 남한에 대한 주도권을 가져오기 위한 목적 역시 염두에 두고 있었다. 그러던 중 6월 19일, 마오쩌둥의 지령이 중공군에 하달되었다. 한국군에 대해 공세를 취해야 한다는 내용이었다. 이 지령으로 인해 중공군은 휴전협정을 지연시키고 한국 부대를 공격하기 위한 '7월 공세'를 계획하게 되었다. 7월 공세는 금성돌출부에 배치된 국군수도방위사단, 제 3사단, 제 6사단, 제 8사단을 섬멸하는 것을 목표로 두었다. 이때 김교수 대위는 제 6사단에서 중대장으로 임무수행 중에 있었다. 여기서 중공군은 금성돌출부를 점령함으로서 방어선을 구축할 수 있고, 더 나아가 화천의 수력발전소를 되찾을 수 있었기에 위와 같은 목표를 두었다. 7월 12일, 중공군의 공세를 예상한 육군 제 6사단은 제 2연대 전체를 교암산 지역에 투입하였다. 교암산은 당시 강원도 김화군 원동면에 위치한 산으로, 인근의 야산지대를 한눈에 파악할 수 있어 방어상 핵심고지로 꼽히는 곳이었다.

#### 교암산 전투
제 6사단은 5064번 도로 축선에 제 19연대를, 교암산에 제 2연대를 배치하여 적의 접근로를 통제할 수 있도록 하였다. 당시 교암산은 1대대가 방어하고 있었고, 김교수 대위가 속했던 2대대는 3개 각 중대가 전초진지를 편성하고 있었다. 7월 13일 21시 40분경 중공군 199사단은 대규모의 포격과 함께 대대적인 공격을 감행하였다. 이 공격으로 인해 김교수 대위가 지휘하는 6중대의 모든 방어 진지가 완전파괴되었고, 유선파괴망도 두절되었다. 이후 4개 대대 규모 이상의 병력이 6중대 진지를 완전포위하자 김교수 대위는 포병의 사격을 요청하고, 사격 후 중대원들을 이끌고 수류탄전과 육박전을 감행하였다. 그러나 중공군과의 병력 차이를 이겨내지 못하고 중앙이 돌파되었다.

#### 전사
김교수 대위는 포병의 진내사격을 요청하고 중대원들을 동굴로 대피시켰다. 교암산 '가' 고지 진내사격 이후 유/무선 통신이 완전두절되었고, 6중대는 김교수 대위의 진두지휘 아래 백병전을 펼쳤다. 백병전에서 김교수는 중대원들을 격려하고 지휘하는 한편 수류탄과 총검을 들고 적들과 맞섰다. 그러던 중 김교수 대위는 적진에서 날아든 한 발의 총탄을 복부에 맞고 현장에서 전사하였다.

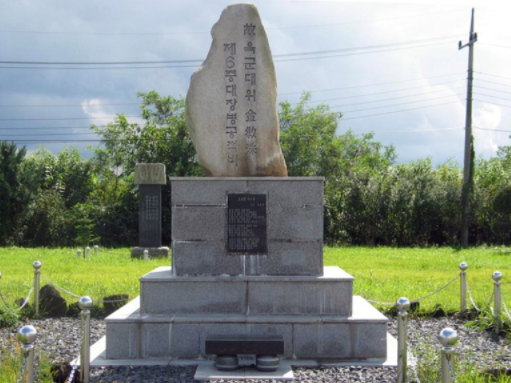
강원서부에 있는 김교수 대위의 추모비이다.

#### 결과
김교수 대위가 이끄는 6중대는 교암산 전투에서 백병전으로 8시간 동안 진지를 사수하였고, 중공군 1200여명을 사살하였다.

## 수훈 및 추모

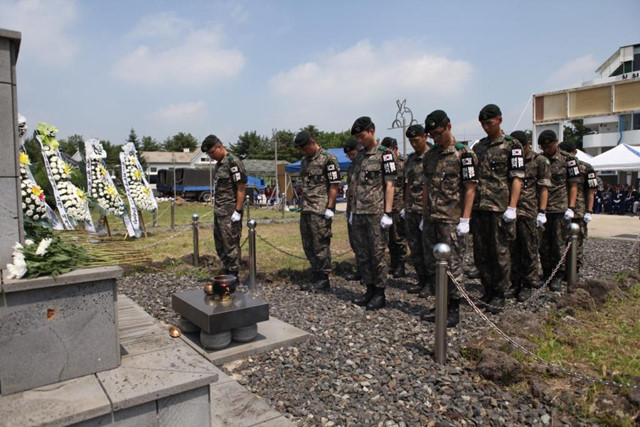
육군 6사단에서 주최하는 김교수 대위의 추모식이다.

1953년 7월 14일 김교수 육군대위의 전사 이후 1953년 10월 13일, 대한민국 정부는 김교수 대위에게 태극무공훈장(훈기번호 제 132호)과 화랑무공훈장, 방위포장을 수여하였다. 그리고 故 김교수 대위 추모비가 강원도 철원군 구월정역 월정공원에 세워졌다. 또한 2015년 6월, 국가보훈처에서 발표한 '6.25 전쟁 10인의 호국 영웅'과 2016년, 전쟁기념관에서 '10월의 호국인물'로 선정되었다. 해마다 7월 14일이 되면, 6사단에서는 김교수 대위 추모비 앞에서 김교수 대위와 당시 6중대 장병들을 기리는 추모식을 실시한다. 추모식에서는 김교수 대위 유가족을 비롯해 사단장, 지역 단체장, 6사단 2연대 장병 등이 참석한다.

## 같이 보기
- 태극무공훈장
- 화랑무공훈장
- 육군종합학교
- 국가보훈처

## 참고 문헌
- 국가보훈처 '7월의 6.25 전쟁영웅 김교수 대위'
- 디지털철원문화대전 '김교수'
- 전쟁기념관 '2021년 3월 호국인물 : 김교수 육군대위'
- 전쟁기념관 '10월 호국인물, 6.25전쟁 1개 중대로 중공군에 맞선 김교수 대위'
- 전쟁기념관 '2016년 10월 호국인물 : 김교수 육군대위'